# Gaba Kulka
Gaba Kulka, właśc. Gabriela Konstancja Kulka-Stajewska (ur. 1979 w Warszawie) – polska piosenkarka i autorka tekstów.

## Życiorys
Urodziła się w muzycznej rodzinie, a jej ojciec, Konstanty Andrzej Kulka, jest skrzypkiem i profesorem Uniwersytetu Muzycznego w Warszawie. Z wykształcenia jest architektką wnętrz.
W 2003 roku samodzielnie wydała debiutancki album pt. Between Miss Scylla and a Hard Place. W 2005 roku nagrała swoją wersję piosenki „22 Accacia Avenue” na potrzeby składanki pt. Food for Thought z coverami piosenek zespołu Iron Maiden. W 2006 roku wydała album pt. Out, który trafiła do oficjalnej dystrybucji dzięki firmie Eblok. Za album otrzymała nominację do nagrody muzycznej „Mateusz”. W 2008 roku otrzymała Brązowego Tukana za zajęcie trzeciego miejsca w Konkursie Aktorskiej Interpretacji Piosenki na Przeglądzie Piosenki Aktorskiej we Wrocławiu. Współtworzyła album Reni Jusis pt. Iluzjon cz. I, pisząc tekst do piosenki „8 minut”, w której także gościnnie zaśpiewała.
W 2009 roku wydała trzeci solowy album pt. Hat, Rabbit, a zarazem pierwszy, którego dystrybucją zajęła się duża wytwórnia. Krążek, który promowała singlem „Niejasności”, przyniósł jej szeroką rozpoznawalność i zapewnił jej certyfikat złotej płyty za wysoką sprzedaż w Polsce, a także zebrał wiele pozytywnych recenzji. 23 sierpnia 2009 wystąpiła z utworem „Marionetki” Czesława Niemena podczas koncertu poświęconego pamięci artysty podczas Sopot Festivalu. Również w 2009 otrzymała nagrodę Mateusza w kategorii „Wydarzenie” (za „wielki talent, przebogatą muzyczną wyobraźnię i trójkowy gust objawione na płycie Hat, Rabbit będącej wydarzeniem 2009 roku”) oraz wydała album pt. Sleepwalk, który nagrała z Konradem Kuczem, a także wzięła udział w nagraniu tribute albumu pt. Herbert i wystąpiła koncercie promującym płytę, który to został wyemitowany 1 listopada przez TVP1. W listopadzie 2009 roku wzięła udział w trasie koncertowej Trójka Tour oraz została uhonorowana nagrodą podczas 6. edycji Europejskiego Festiwalu Piosenki Autorskiej TransVOCALE. W grudniu 2009 roku została nominowana do Paszportu „Polityki” 2009 w kategorii „muzyka rozrywkowa”.
W 2010 roku otrzymała nagrodę Fryderyka dla wokalistki roku, była także nominowana do nagrody w kategorii album roku muzyka alternatywna (za wydawnictwa Hat, Rabbit i Sleepwalk) i produkcja muzyczna roku (za Sleepwalk). W tym samym roku napisała i nagrała utwór „ThingsImNot (Over and Over)” umieszczony na albumie zespołu Baaba pt. Disco Externo.
W 2011 roku wspólnie z zespołem Baaba nagrała covery zespołu Iron Maiden, które zostały wydane 21 marca 2011 roku w albumie pt. Baaba Kulka. 19 marca 2012 roku wydała album pt. The Saintbox, który stworzyła przy współpracy z Olo Walickim i Maciejem Szupicą. Do jednego z utworów z płyty, „Eulalia”, zrealizowała teledysk. Od 2013 wydała jeszcze trzy albumy: Wersje (2013),  The Escapist (2014) i Kruche (2016). W 2014 roku utworzyła projekt muzyczny Rywa, w ramach którego śpiewała wiersze poetki Rywy Kwiatkowskiej. Projekt miał premierę na festiwalu Nowa Muzyka Żydowska. Od 7 stycznia 2017 roku do marca 2020 roku prowadziła autorską audycję Głowa.Serce.Baza. na antenie Trójki.
W styczniu 2023 roku ukazał się album DOM kolektywu artystycznego Dom. Znalazły się na nim dwa utwory zaśpiewane przez Gabę Kulkę. "Noc", do którego napisała muzykę i któremu towarzyszy teledysk wyreżyserowany przez Grupę Sielce oraz "San Pedro" z teledyskiem wyreżyserowanym przez Aleksandrę Cieślak i Jarosława Paczyńskiego. Artystka zaśpiewała także chórki w piosence Czesława Mozila "Produktywność".

## Brzmienie
Styl, który prezentuje, to połączenie jazzu, rocka, poezji śpiewanej oraz brzmień musicalowych i teatralnych. Sama wokalistka nazywa swoją muzykę progresywnym popem. We wszystkich utworach wykorzystywany jest fortepian. W swojej twórczości inspiruje się głównie muzyką Kate Bush oraz Tori Amos i do tych wykonawczyń jest często porównywana.

## Dyskografia
Albumy solowe
| 2003 | Between Miss Scylla and a Hard Place - Data: 1 stycznia 2003 - Wydawca: wydanie własne - Format: CD | –  |                    |                |
| 2006 | Out - Data: 1 sierpnia 2006 - Wydawca: Eblok - Format: CD, digital download                         | 47 |                    |                |
| 2009 | Hat, Rabbit - Data: 4 maja 2009 - Wydawca: Mystic Production - Format: CD, digital download         | 7  | - POL: złota płyta | - POL: 15 000+ |
| 2013 | Wersje - Data: 4 listopada 2013 - Wydawca: Mystic Production - Format: CD, digital download         | 25 |                    |                |
| 2014 | The Escapist - Data: 8 września 2014 - Wydawca: Mystic Production - Format: CD, digital download    | 9  |                    |                |
| 2016 | Kruche - Data: 9 września 2016 - Wydawca: Mystic Production - Format: CD, digital download          | –  |                    |                |
|      | „–” album nie był notowany.                                                                         |    |                    |                |

Minialbumy
| Rok  | Dane dot. albumu                                      |
| ---- | ----------------------------------------------------- |
| 2005 | Bruce - Data: 2005 - Wydawca: wydanie własne          |
| 2005 | Pilot - Data: 2005 - Wydawca: wydanie własne          |
| 2006 | Songs for Wolf - Data: 2006 - Wydawca: wydanie własne |

Dema
| Rok  | Dane dot. albumu                                            |
| ---- | ----------------------------------------------------------- |
| 2001 | King of Rats/Demo(n) - Data: 2001 - Wydawca: wydanie własne |

Współpraca
| 2009 | Sleepwalk (oraz Konrad Kucz) - Data: 22 października 2009 - Wydawca: Jazzboy Records | 11 |
| 2011 | Baaba Kulka (oraz Baaba) - Data: 21 marca 2011 - Wydawca: Mystic Production          | 14 |
|      | „–” album nie był notowany.                                                          |    |

Single
| 2009 | "Niejasności”                                             | 8  | 23 | 3  | Hat, Rabbit                            |
| 2009 | "Kara Niny”                                               | 13 | –  | –  | Hat, Rabbit                            |
| 2009 | "Hat, Meet Rabbit”                                        | 12 | –  | –  | Hat, Rabbit                            |
| 2009 | "Got a Song” (oraz Konrad Kucz)                           | 27 | 43 | –  | Sleepwalk                              |
| 2009 | "Recurring” (oraz Konrad Kucz)                            | 46 | –  | –  | Sleepwalk                              |
| 2014 | Hey – „Z przyczyn technicznych” (gościnnie: Gaba Kulka)   | 21 | –  | –  | Do rycerzy, do szlachty, doo mieszczan |
| 2014 | „Wielkie wrażenie”                                        | 7  | –  | 42 | The Escapist                           |
| 2014 | „X”                                                       | 46 | –  | –  | The Escapist                           |
| 2015 | „The Escapist”                                            | 49 | –  | –  | The Escapist                           |
| 2015 | Daniel Bloom – „How We Disappear” (gościnnie: Gaba Kulka) | 45 | –  | –  | Lovely Fear                            |
| 2016 | „Still”                                                   | 41 | –  | –  | Kruche                                 |
|      | „–” singel nie był notowany.                              |    |    |    |                                        |

Inne
| Rok  | Album                                                          | Uwagi                                                                                    | Źródło |
| ---- | -------------------------------------------------------------- | ---------------------------------------------------------------------------------------- | ------ |
| 2003 | Reni Jusis – Trans Misja                                       | słowa utworu „Not Real (Cyber Girl Nr 6)”                                                | [ 44 ] |
| 2005 | Food for Thought (kompilacja)                                  | wykonanie utworu „22 Accacia Avenue”                                                     | [ 8 ]  |
| 2006 | Reni Jusis – Magnes                                            | słowa utworu „Go Spinning”                                                               | [ 45 ] |
| 2008 | 29 Przegląd Piosenki Aktorskiej (kompilacja)                   | wykonanie utworu „Lady Celeste”                                                          | [ 8 ]  |
| 2009 | Reni Jusis – Iluzjon cz. I                                     | słowa utworu „8 minut”                                                                   | [ 46 ] |
| 2009 | I’ll Meet You in Poland, Baby (kompilacja)                     | wykonanie utworu „Na pierwszy znak”                                                      | [ 8 ]  |
| 2009 | Herbert (kompilacja)                                           | wykonanie utworów „Stoimy na granicy”, „Testament” i „Przesłanie”                        | [ 8 ]  |
| 2010 | Dagadana – Maleńka                                             | gościnnie śpiew w utworze „Szumila liszczyna” oraz klawinet w utworach „Sny” i „Maleńka” | [ 47 ] |
| 2010 | Młynarski Plays Młynarski – Rebeka nie zejdzie dziś na kolację | śpiew                                                                                    | [ 48 ] |
| 2010 | Baaba – Disco Externo                                          | gościnnie śpiew i słowa w utworze „ThingsImNot (Over and Over)”                          | [ 49 ] |
| 2010 | Czesław Śpiewa – Pop                                           | gościnnie śpiew w utworach „Caravan” i „Kiedy tatuś sypiał z mamą”                       | [ 50 ] |
| 2010 | Levity – Chopin Shuffle                                        | gościnnie śpiew i słowa w utworze „Sans Voix”                                            | [ 51 ] |
| 2010 | D4D – Who’s Afraid Of?                                         | gościnnie śpiew w utworze „Your Sweet Feet”                                              | [ 52 ] |
| 2010 | Smolik – 4                                                     | gościnnie śpiew w utworze „S.O.S. Songs”                                                 | [ 53 ] |
| 2012 | Hey – Do rycerzy, do szlachty, doo mieszczan                   | gościnnie śpiew i słowa w utworze „Z przyczyn technicznych”                              | [ 54 ] |
| 2014 | Wojtek Traczyk – Dziękuję, dobrze                              | gościnnie śpiew w utworach „Safe Tonight” i „A Może”                                     | [ 55 ] |
| 2014 | Olo Walicki – Kaszebe II                                       | słowa utworu „Toni”                                                                      | [ 56 ] |
| 2015 | Daniel Bloom – Lovely Fear                                     | gościnnie śpiew w utworze „How We Disappear”                                             | [ 57 ] |

## Wideografia
| Tytuł             | Dane dot. albumu                                       |
| ----------------- | ------------------------------------------------------ |
| Live Rabbit (DVD) | - Data: 26 listopada 2010 - Wydawca: Mystic Production |

## Teledyski
| Rok  | Tytuł                                                     | Reżyseria             | Album        |
| ---- | --------------------------------------------------------- | --------------------- | ------------ |
| 2009 | „Niejasności”                                             | –                     | Hat, Rabbit  |
| 2009 | „Got a Song” (oraz Konrad Kucz)                           | Filip Kovcin          | Sleepwalk    |
| 2010 | „Propaganda”                                              | Mania Studio          | Live Rabbit  |
| 2014 | „Wielkie wrażenie”                                        | Mads Hemmingsen       | The Escapist |
| 2015 | Daniel Bloom – "How We Disappear" (gościnnie: Gaba Kulka) | Klaudiusz Chrostowski | Lovely Fear  |

## Nagrody i wyróżnienia
| Rok  | Kategoria                        | Tytułem      | Nagroda                                         | Nota      | Źródło |
| ---- | -------------------------------- | ------------ | ----------------------------------------------- | --------- | ------ |
| 2009 | Wydarzenie                       | Gaba Kulka   | Nagroda Muzyczna Programu Trzeciego – „Mateusz” | Laur      | [ 13 ] |
| 2009 | Muzyka rozrywkowa                | Gaba Kulka   | Paszportu Polityki 2009                         | Nominacja | [ 18 ] |
| 2010 | Wokalistka roku                  | Gaba Kulka   | Fryderyki 2010                                  | Laur      | [ 19 ] |
| 2010 | Album roku – muzyka alternatywna | Hat, Rabbit  | Fryderyki 2010                                  | Nominacja | [ 19 ] |
| 2010 | Produkcja muzyczna roku          | Sleepwalk    | Fryderyki 2010                                  | Nominacja | [ 19 ] |
| 2011 | Wokalistka roku                  | Gaba Kulka   | Fryderyki 2011                                  | Nominacja | [ 60 ] |
| 2015 | Album roku pop                   | The Escapist | Fryderyki 2015                                  | Nominacja | [ 61 ] |